# Pusa
Pusa ist eine Gattung der Hundsrobben, die ehemals als Untergattung der Echten Hundsrobben geführt wurde. Sie umfasst mit der Ringelrobbe (Pusa hispida) und den beiden an das Leben im Süßwasser angepassten Arten Baikalrobbe (Pusa sibirica) und Kaspische Robbe (Pusa caspica) drei Arten, die alle auf der nördlichen Hemisphäre vorkommen.

## Süßwasserarten
In diese Gattung werden auch die beiden einzigen Arten des Süßwassers eingeordnet: Die Baikalrobbe (P. sibirica) am sibirischen Baikalsee sowie die Kaspische Robbe (P. caspica) am Kaspischen Meer. Beide Arten stammen wahrscheinlich von der Ringelrobbe (P. hispida) ab, deren Vorfahren diese Seen entweder während der Vergletscherung im mittleren oder über Meeresverbindungen im späten Pleistozän erreicht haben und seither dort isoliert leben.

## Systematik

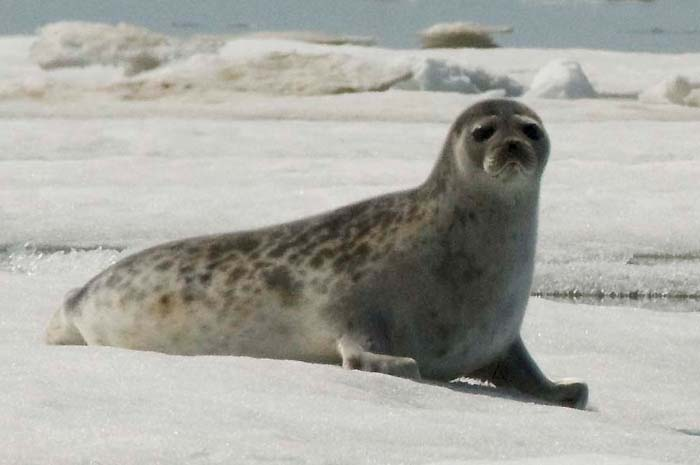
Ringelrobbe (Pusa hispida)

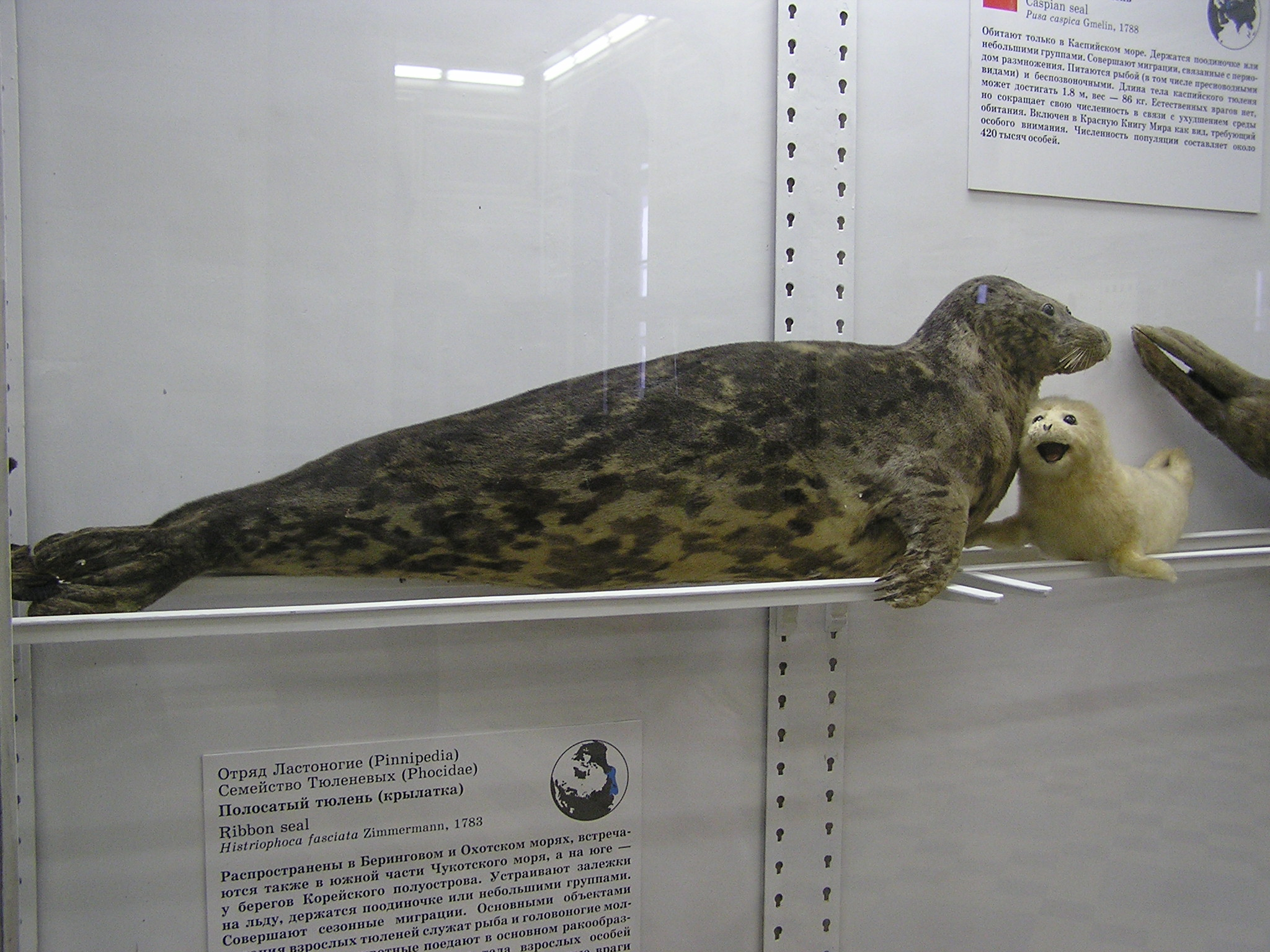
Kaspische Robbe (Pusa caspica)

Die Gattung Pusa umfasst nach aktuellem Stand drei Arten:
- Ringelrobbe (Pusa hispida)
- Baikalrobbe (Pusa sibirica)
- Kaspische Robbe (Pusa caspica)

Diese drei Arten wurden ursprünglich gemeinsam mit der Sattelrobbe (Pagophilus groenlandicus) der Gattung der Echten Hundsrobben zugeschlagen, die jedoch aufgelöst wurde und heute nur noch den Seehund (Phoca vitulina) und die Largha-Robbe (Phoca largha) enthält.
Nach den kladistischen Analysen von Bininda-Emonds und Russell war die gesamte Gattung paraphyletisch in Bezug auf die Bartrobbe (Erignathus barbatus), nach Palo und Väinöla eventuell auch in Bezug auf die Kegelrobbe (Halichoerus grypus). Die Largha-Robbe könnte als basale Art auch die Schwesterart aller anderen Vertreter sein und auch die Monophylie der beiden Süßwasserarten mit der Ringelrobbe wird auf molekularer Ebene von Palo und Väinöla in Frage gestellt.

## Belege
1. 1 2 3  Jukka U. Palo, Risto Väinölä: The enigma of the landlocked Baikal and Caspian seals addressed through phylogeny of phocine mitochondrial sequences. Biological Journal of the Linnean Society  Volume 88 (1); Seiten 61–72
2. ↑  Don E. Wilson & DeeAnn M. Reeder (Hrsg.): Pusa in Mammal Species of the World. A Taxonomic and Geographic Reference (3rd ed).
3. ↑  Olaf R.P. Bininda-Emonds & A.P. Russell: A morphological perspective on the phylogenetic relationships of the extant phocid seals (Mammalia: Carnivora: Phocidae). In: Bonner zoologische Monographien 1996, Bd. 41, S. 1–256